# Academia de Artes de Wulin

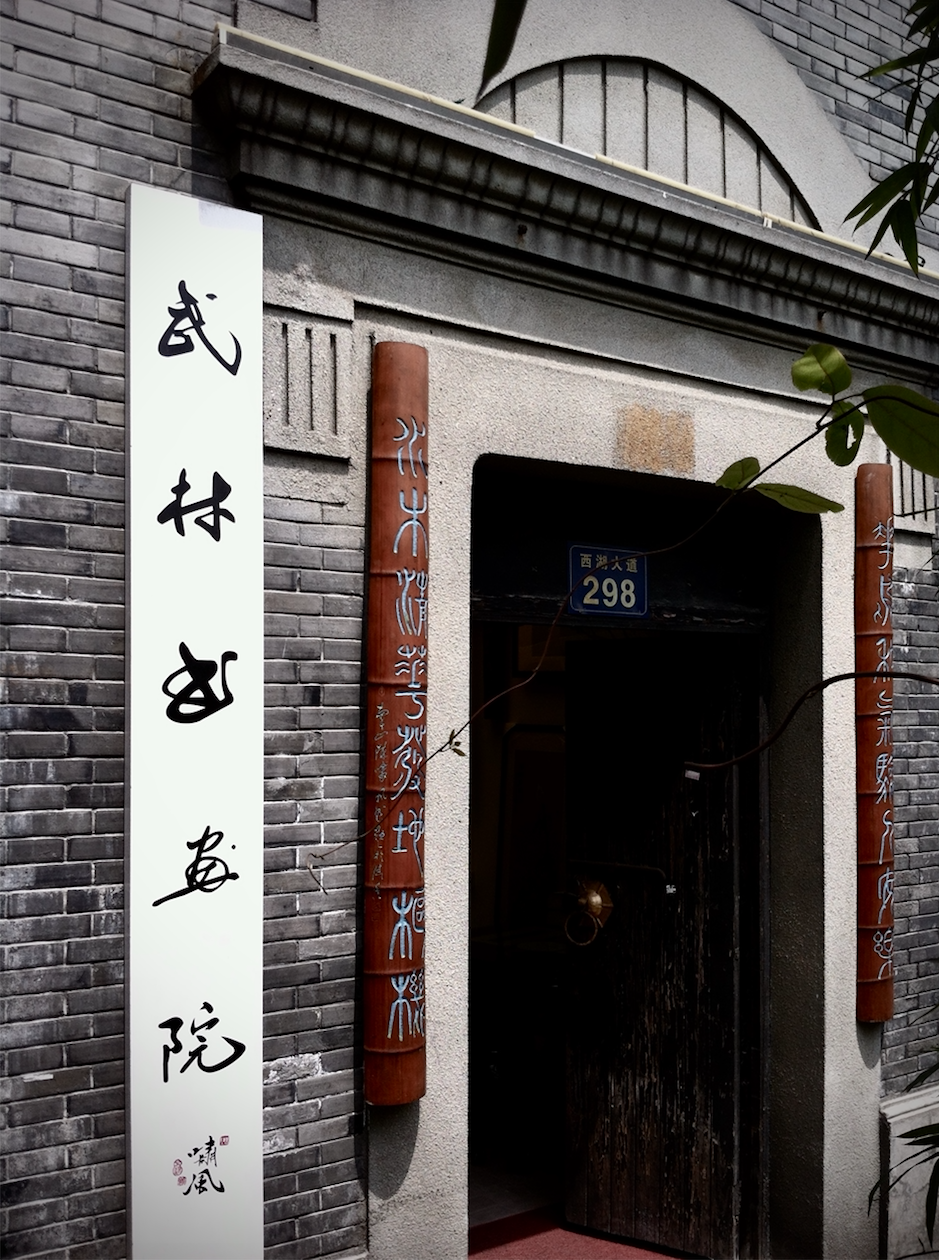
Entrada a la academia

Academia de Artes de Wulin (en chino: 武林書畫院) es un instituto independiente de artes y estudios culturales chinos, ubicado a orillas del Lago del Oeste en Wulin (antiguo nombre de Hangzhou ), provincia de Zhejiang . Fue fundado en 1995, pero su historia se remonta a la dinastía Song del Sur.

## Historia
En abril de 1989, la Sra. Zhang Songying recaudó fondos y compró la Sociedad de Artes Hushu de Hangzhou, sentando las bases para la creación de la Academia. En 1995, con el apoyo financiero de la Sociedad Hushu de Hangzhou, el Instituto Nacional Dazhen se estableció en la antecámara de la Biblioteca Imperial de Wenlan en la Isla Lonely Hill en Lago del Oeste, como precursor de la Academia actual. En 1997, el Instituto Dazhen de Estudios Chinos cooperó con el gobierno del distrito de Gongshu para fusionarse con la Sociedad de Artes de Hushu. En mayo de 2002, el Instituto cambió su nombre por el de Academia de Artes de Wulin. La Academia alberga una gran colección de pinturas, caligrafías e inscripciones en piedra de dinastías pasadas.

## Institutos de investigación
La Academia de Artes de Wulin comprende tres divisiones académicas principales:
Pintura, caligrafía y epigrafía
- Instituto de Pintura China
- Instituto de Caligrafía China
- Centro de Estudios Epigráficos

Estudios chinos y musica
- Instituto de Sinología
- Centro de Estudios Guqin

Arquitectura, mural y escultura
- Instituto de Arquitectura China
- Instituto de Pintura Mural China
- Instituto de Escultura China

## Nota
1. ↑  «Historia de la Biblioteca Imperial de Wenlan». Infraestructura nacional del conocimiento en China.
2. ↑  «Colecciones de la Academia de Artes de Wulin». Academia de Artes de Wulin.
3. ↑  «Institutos de investigación de la Academia de Arte de Wulin». Academia de Artes de Wulin.